# Ferdinand Sturm

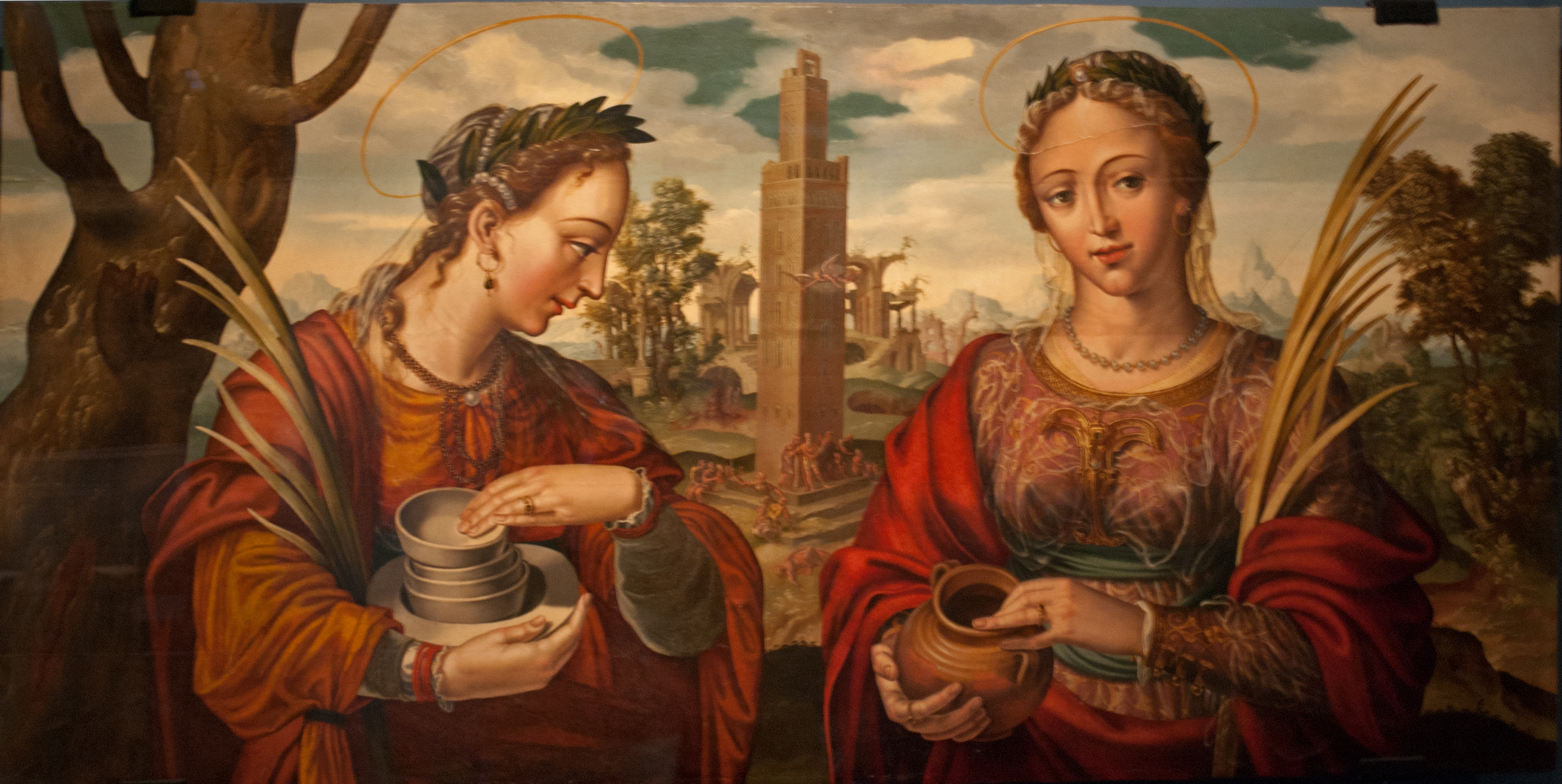
Santes Juste et Rufine. Chapelle des Évangelistes de la Cathédrale de Séville.

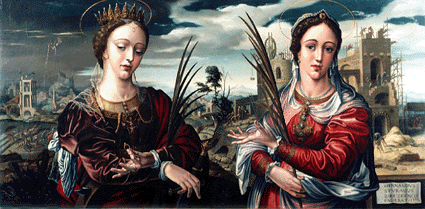
Sante Catherine et Sante Barbara. Chapelle des Évangelistes de la Cathédrale de Séville.

Ferdinand Sturm, connu en Espagne sous le nom de Hernando de Esturmio (Zierikzee, vers 1515-Séville, 1556) est un peintre néerlandais de la Renaissance espagnole.

## Biographie
On a peu d'informations sur les premières années de sa vie. Il est probablement né en 1515 à Zierikzee (Pays-Bas) et s'est installé à Séville en 1537, à l'âge de 22 ans, presque en même temps que le peintre Pieter de Kempeneer ou Pedro de Campaña. Il est connu en Espagne sous le nom d'Hernando de Esturmio. Il est probable que leurs venues à Séville sont dues aux guerres dans les Pays-Bas espagnols et la diminution du marché pour les artistes flamands et néerlandais.
Il a été une figure importante de la peinture sévillane du milieu du XVIe siècle où il a rencontré la réussite et est devenu un artiste prolifique
Son style est basé sur les enseignements qu'il a reçus aux Pays-Bas, avec aussi des influences italiennes, qui peut être comparé aux autres peintres de la Renaissance hollandaise comme Jan van Scorel ou Maarten van Heemskerck.

## Œuvres
- Ses premières œuvres connues sont les peintures du retable de saint Pierre et saint Paul de l'église San Pedro à Arcos de la Frontera (Cadix), en 1539, avec Antón Sánchez de Guadalupe.
- Saint Roch, de l'église du couvent de Santa Clara de Séville (vers 1550).
- Peintures du retable de l'ancienne université d'Osuna (1548).
- Allégorie de l'Immaculée Conception, de la collégiale d'Osuna (1555)
- Peintures pour le retable de la chapelle des Évangélistes de la cathédrale de Séville (1555).